# Raymond Bru
Raymond Jean Bru (* 30. März 1906; † Dezember 1989) war ein belgischer Florettfechter.

## Erfolge
Raymond Bru wurde 1929 in Neapel mit der Mannschaft Vizeweltmeister und gewann mit ihr zudem 1930 in Lüttich Bronze. Dreimal nahm er an Olympischen Spielen teil: 1928 in Amsterdam und 1936 in Berlin wurde er jeweils Sechster im Einzel. Mit der Mannschaft verpasste er 1928 als Vierter knapp einen Medaillengewinn, 1936 wurde er mit ihr Fünfter. Bei den Olympischen Spielen 1948 in London zog er mit der belgischen Equipe in die Finalrunde ein, die er gemeinsam mit Georges de Bourguignon, Henri Paternóster, Paul Valcke, André van de Werve de Vorsselaer und Édouard Yves hinter Frankreich und Italien auf dem Bronzerang abschloss. Zudem stand er im Aufgebot der Degen-Mannschaft, mit der er Fünfter wurde.